# Lista över fornlämningar i Falköpings kommun (Skörstorp)
Lista över fornlämningar i Falköpings kommun (Skörstorp) är en förteckning av ett urval av de fornlämningar som finns i Skörstorp i Falköpings kommun.
| Namn                            | Lämningstyp                 | Tillkomsttid | Historisk indelning      | Plats | Läge                 | ID-nr          | Bild                                 |
| ------------------------------- | --------------------------- | ------------ | ------------------------ | ----- | -------------------- | -------------- | ------------------------------------ |
| "Krökelimur" (Skörstorp 2:1)    | Stensättning                |              | Skörstorp, Västergötland |       | 58.137450, 13.715444 | 10202900020001 | Ladda upp en bild av detta fornminne |
| Skörstorp 3:1                   | Stensättning                |              | Skörstorp, Västergötland |       | 58.136888, 13.720551 | 10202900030001 | Ladda upp en bild av detta fornminne |
| Oxelirör (Skörstorp 5:1)        | Stenkammargrav              |              | Skörstorp, Västergötland |       | 58.132927, 13.692444 | 10202900050001 | Ladda upp en bild av detta fornminne |
| Gröna Kullen (Skörstorp 6:1)    | Stenkammargrav              |              | Skörstorp, Västergötland |       | 58.126168, 13.690472 | 10202900060001 | Ladda upp en bild av detta fornminne |
| Skörstorp 7:1                   | Stensättning                |              | Skörstorp, Västergötland |       | 58.126211, 13.691992 | 10202900070001 | Ladda upp en bild av detta fornminne |
| Vasslösakullen (Skörstorp 8:1)  | Stenkammargrav              |              | Skörstorp, Västergötland |       | 58.125379, 13.701434 | 10202900080001 | Ladda upp en bild av detta fornminne |
| Skörstorp 9:1                   | Stenkammargrav              |              | Skörstorp, Västergötland |       | 58.126039, 13.727840 | 10202900090001 | Ladda upp en bild av detta fornminne |
| Skörstorp 10:1                  | Stensättning                |              | Skörstorp, Västergötland |       | 58.122620, 13.703124 | 10202900100001 | Ladda upp en bild av detta fornminne |
| Skörstorp 11:1                  | Stensättning                |              | Skörstorp, Västergötland |       | 58.121389, 13.708492 | 10202900110001 | Ladda upp en bild av detta fornminne |
| Skörstorp 12:1                  | Hög                         |              | Skörstorp, Västergötland |       | 58.121747, 13.710541 | 10202900120001 | Ladda upp en bild av detta fornminne |
| Skörstorp 12:2                  | Hög                         |              | Skörstorp, Västergötland |       | 58.121734, 13.710833 | 10202900120002 | Ladda upp en bild av detta fornminne |
| Skörstorp 13:1                  | Stenkammargrav              |              | Skörstorp, Västergötland |       | 58.123458, 13.709210 | 10202900130001 | Ladda upp en bild av detta fornminne |
| Skörstorp 15:1                  | Stensättning                |              | Skörstorp, Västergötland |       | 58.123791, 13.727585 | 10202900150001 | Ladda upp en bild av detta fornminne |
| Skörstorp 15:2                  | Stensättning                |              | Skörstorp, Västergötland |       | 58.123446, 13.727628 | 10202900150002 | Ladda upp en bild av detta fornminne |
| "Yx(n)akullen" (Skörstorp 16:1) | Stensättning                |              | Skörstorp, Västergötland |       | 58.131130, 13.723699 | 10202900160001 | Ladda upp en bild av detta fornminne |
| Skörstorp 17:1                  | Stensättning                |              | Skörstorp, Västergötland |       | 58.131427, 13.727215 | 10202900170001 | Ladda upp en bild av detta fornminne |
| Skörstorp 18:1                  | Hällristning                |              | Skörstorp, Västergötland |       | 58.131612, 13.727778 | 10202900180001 | Ladda upp en bild av detta fornminne |
| Skörstorp 20:1                  | Stensättning                |              | Skörstorp, Västergötland |       | 58.131536, 13.733441 | 10202900200001 | Ladda upp en bild av detta fornminne |
| Skörstorp 21:1                  | Hög                         |              | Skörstorp, Västergötland |       | 58.130698, 13.732688 | 10202900210001 | Ladda upp en bild av detta fornminne |
| Skörstorp 22:1                  | Grav markerad av sten/block |              | Skörstorp, Västergötland |       | 58.129161, 13.733083 | 10202900220001 | Ladda upp en bild av detta fornminne |
| Skörstorp 22:2                  | Grav markerad av sten/block |              | Skörstorp, Västergötland |       | 58.129162, 13.733083 | 10202900220002 | Ladda upp en bild av detta fornminne |
| Skörstorp 22:3                  | Grav markerad av sten/block |              | Skörstorp, Västergötland |       | 58.129162, 13.733083 | 10202900220003 | Ladda upp en bild av detta fornminne |
| Skörstorp 25:1                  | Stensättning                |              | Skörstorp, Västergötland |       | 58.122304, 13.742699 | 10202900250001 | Ladda upp en bild av detta fornminne |
| Skörstorp 26:1                  | Stenkrets                   |              | Skörstorp, Västergötland |       | 58.113829, 13.734786 | 10202900260001 | Ladda upp en bild av detta fornminne |
| Skörstorp 27:1                  | Stensättning                |              | Skörstorp, Västergötland |       | 58.116980, 13.738007 | 10202900270001 | Ladda upp en bild av detta fornminne |
| Skörstorp 27:2                  | Stensättning                |              | Skörstorp, Västergötland |       | 58.116934, 13.737900 | 10202900270002 | Ladda upp en bild av detta fornminne |
| Skörstorp 27:3                  | Stensättning                |              | Skörstorp, Västergötland |       | 58.116882, 13.737767 | 10202900270003 | Ladda upp en bild av detta fornminne |
| Skörstorp 27:4                  | Stensättning                |              | Skörstorp, Västergötland |       | 58.116830, 13.737637 | 10202900270004 | Ladda upp en bild av detta fornminne |
| Skörstorp 28:1                  | Stensättning                |              | Skörstorp, Västergötland |       | 58.110778, 13.699875 | 10202900280001 | Ladda upp en bild av detta fornminne |
| Skörstorp 29:1                  | Stensättning                |              | Skörstorp, Västergötland |       | 58.122227, 13.686724 | 10202900290001 | Ladda upp en bild av detta fornminne |
| Skörstorp 29:2                  | Stensättning                |              | Skörstorp, Västergötland |       | 58.121693, 13.686811 | 10202900290002 | Ladda upp en bild av detta fornminne |
| Skörstorp 30:1                  | Hög                         |              | Skörstorp, Västergötland |       | 58.105475, 13.700878 | 10202900300001 | Ladda upp en bild av detta fornminne |
| Skörstorp 31:1                  | Hög                         |              | Skörstorp, Västergötland |       | 58.126693, 13.720130 | 10202900310001 | Ladda upp en bild av detta fornminne |
| Skörstorp 32:1                  | Stenkammargrav              |              | Skörstorp, Västergötland |       | 58.123834, 13.691613 | 10202900320001 | Ladda upp en bild av detta fornminne |
| Skörstorp 33:1                  | Stenkammargrav              |              | Skörstorp, Västergötland |       | 58.123673, 13.688635 | 10202900330001 | Ladda upp en bild av detta fornminne |
| Skörstorp 50:1                  | Stensättning                |              | Skörstorp, Västergötland |       | 58.135494, 13.720867 | 10202900500001 | Ladda upp en bild av detta fornminne |
| Skörstorp 61:1                  | Stensättning                |              | Skörstorp, Västergötland |       | 58.124431, 13.687371 | 10202900610001 | Ladda upp en bild av detta fornminne |
| Skörstorp 69:1                  | Stensättning                |              | Skörstorp, Västergötland |       | 58.116900, 13.693150 | 10202900690001 | Ladda upp en bild av detta fornminne |
| Skörstorp 70:1                  | Stensättning                |              | Skörstorp, Västergötland |       | 58.116632, 13.691559 | 10202900700001 | Ladda upp en bild av detta fornminne |
| Skörstorp 72:1                  | Hög                         |              | Skörstorp, Västergötland |       | 58.122631, 13.690238 | 10202900720001 | Ladda upp en bild av detta fornminne |